# Оскар Серрано (тенісист)
Оскар Серрано (ісп. Óscar Serrano; нар. 25 травня 1978) — колишній іспанський тенісист.
Найвищу одиночну позицію світового рейтингу — 128 місце досяг 27 листопада 2000, парну — 375 місце — 16 червня 2003 року.
Здобув 1 одиночний титул.
Завершив кар'єру 2005 року.

## Фінали ATP Челленджер і ITF Ф'ючерс

### Одиночний розряд: 6 (2–4)
| Легенда              |
| -------------------- |
| ATP Челленджер (1–4) |
| ITF Ф'ючерс (1–0)    |

| Фінали за покриттям |
| ------------------- |
| Тверде (0–0)        |
| Ґрунт (2–4)         |
| Трава (0–0)         |
| Килим (0–0)         |

| Результат | В-П | Дата     | Турнір             | Рівень     | Покриття | Суперник            | Рахунок            |
| --------- | --- | -------- | ------------------ | ---------- | -------- | ------------------- | ------------------ |
| Поразка   | 0–1 | Лип 2000 | Монтобан, Франція  | Челленджер | Ґрунт    | Жан-Рене Лінар      | 2–6, 0–6           |
| Поразка   | 0–2 | Вер 2000 | Севілья, Іспанія   | Челленджер | Ґрунт    | Томмі Робредо       | 7–6(7–4), 1–6, 4–6 |
| Поразка   | 0–3 | Жов 2000 | Барселона, Іспанія | Челленджер | Ґрунт    | Альберт Портас      | 6–3, 4–6, 3–6      |
| Поразка   | 0–4 | Лип 2002 | Монтобан, Франція  | Челленджер | Ґрунт    | Рішар Гаске         | 5–7, 1–6           |
| Перемога  | 1–4 | Січ 2003 | Франція F2, Анже   | Ф'ючерс    | Ґрунт    | Ксав'є Пюжо         | 7–5, 5–7, 6–4      |
| Перемога  | 2–4 | Чер 2003 | Турин, Італія      | Челленджер | Ґрунт    | Хуан Альберт Вілока | 6–2, 6–2           |

### Парний розряд: 2 (1–1)
| Легенда              |
| -------------------- |
| ATP Челленджер (0–1) |
| ITF Ф'ючерс (1–0)    |

| Фінали за покриттям |
| ------------------- |
| Тверде (0–0)        |
| Ґрунт (1–1)         |
| Трава (0–0)         |
| Килим (0–0)         |

| Результат | В-П | Дата     | Турнір                         | Рівень     | Покриття | Партнер                     | Суперники                       | Рахунок       |
| --------- | --- | -------- | ------------------------------ | ---------- | -------- | --------------------------- | ------------------------------- | ------------- |
| Перемога  | 1–0 | Січ 2003 | Франція F3, Довіль (Кальвадос) | Ф'ючерс    | Ґрунт    | Оскар Ернандес Перес        | Цзен Шаосюань Сюй Жань          | 6–2, 6–1      |
| Поразка   | 1–1 | Лип 2005 | Мантуя, Італія                 | Челленджер | Ґрунт    | Сальвадор Наварро-Гутьєррес | Алессандро Мотті Флавіо Чіполла | 7–5, 3–6, 3–6 |

## Часовий графік результатів
| W | Ф | ПФ | ЧФ | #Р | КТ | К# | DNQ | A | NH |

### Одиночний розряд
| Турніри Великого шлему                 |     |     |     |     |     |     |       |     |    |
| Відкритий чемпіонат Австралії з тенісу | 1р  |     |     |     |     | К1р | 0 / 1 | 0–1 | 0% |
| Відкритий чемпіонат Франції з тенісу   | К2р | 1р  | К2р | К2р | К2р | К1р | 0 / 1 | 0–1 | 0% |
| Вімблдонський турнір                   |     |     |     |     | К1р | К2р | 0 / 0 | 0–0 | –  |
| Відкритий чемпіонат США з тенісу       |     |     |     |     |     |     | 0 / 0 | 0–0 | –  |
| В-П                                    | 0–1 | 0–1 | 0–0 | 0–0 | 0–0 | 0–0 | 0 / 2 | 0–2 | 0% |